# イタリアの政治
イタリアの政治（イタリアのせいじ）は、イタリア共和国憲法に基づいて行われる。政体は共和制。

## 憲法
イタリア共和国憲法（伊: La Costituzione della Repubblica italiana）は、1948年1月1日に施行され共和制を規定している。

## 元首
イタリアの大統領の正式名称は、共和国大統領（伊: Presidente della Repubblica Italiana）で、任期は7年。選出方法は間接選挙制で、投票資格は、議会の両議院議員と各州代表各3名（ヴァッレ・ダオスタ州のみ1名）の総計1009人に与えられる。イタリアの大統領は、通常は内閣や議会の決定に基づいて、形式的な権限を行使するにすぎないが、首相任命権や議会解散権などを通じて実権を発動する可能性を秘めている。軍の指揮権も持つ。

## 行政
イタリアの首相の正式名称は、閣僚評議会議長（伊: Presidente del Consiglio dei Ministri）で、行政は首相を長とする内閣が統轄する。首相は、大統領が指名し、議会が承認する。各省の大臣は、首相の指名に基づき、大統領が任命する。議院内閣制をとっており、内閣は議会の信任を得なければならない。

### 内閣
2022年10月22日、メローニ内閣が発足（「イタリアの同胞」、「同盟」、「フォルツァ・イタリア」）。

### 省庁（2022年6月時点）
○出典：在イタリア日本国大使館ウェブサイト
- 大統領府
- 首相府
- 外務・国際協力省
- 内務省
- 司法省
- 経済財政省
- 経済振興省
- 大学・研究省
- 教育省
- 労働・社会政策省
- 国防省
- 農林政策省
- エコロジー転換省
- 観光省
- 持続可能なインフラ・モビリティ省
- 保健省
- 文化省

## 立法
イタリア議会（伊: Parlamento Italiano）は二院制で任期は両院とも5年である。
- 共和国元老院（伊: Senato della Repubblica）

上院に相当する議院。議席定数は205で、そのうち終身議員が5名いる（2024年8月時点）。元大統領は本人が拒絶しない限り、終身議員となる。その他、科学や芸術などの分野で国の名誉を高めた功労者の中から大統領が指名した者が終身議員となる。
- 代議院（伊: Camera dei Deputati）

下院に相当する議院。議席定数は400である。
両院の権能は完全対等で、双方とも内閣不信任決議権を持つとともに、大統領によって解散されうる。

### 選挙
両議院の選挙制度は、小選挙区比例代表並立制である。1993年の大改正で小選挙区と比例代表の並立制であったが、2005年12月の選挙制度改正では完全比例代表制となった。その後2017年の選挙法の改正で並立制が復活した。

### 政党
- 五つ星運動 - 左派
- イタリアの同胞 - 右派
- 同盟 - 中道右派連合
- 民主党 - 中道左派連合
- フォルツァ・イタリア - 中道右派連合

## 司法
- 最高司法官評議会（伊: Consiglio superiore della magistratura）

共和国大統領が主催し、裁判官や検事などで構成され、裁判官の任命や懲戒を行う。

## 地方自治
イタリアは伝統的に中央集権の流れが強く、ファシスト政権時代には徹底的に地方分権が押さえ込まれた。戦後もシチリアなど本土から離れていたり、南チロルなど多民族が共生する地域に設置された特別州を除けば、（周辺国であるドイツやスペインに比べて）地方分権には否定的であった。1972年の改革により漸く州政府の設置が認められるが、財政面や法律運用など重要な部分は中央政府の統制化に置かれている。
こうした中央集権の強い現状への批判から、自治運動が盛んな北イタリアを中心にロンバルディア同盟などの地方議会の権限強化を望む地域政党が伸長し、1991年には他の州の地域政党が連合して北部同盟（現・同盟）が結成された。彼らは「連邦制か、さもなくば独立か」をスローガンに、移民者排斥などの過激主張や中央政府の南部優遇政策への批判を展開、タンジェントポリにより既存政党が衰退していた事もあって飛躍的に党勢を伸ばした。その後は独立騒動による支持者の離反によって低迷するが、不法移民への反感の高まりを背景にイタリア中部･南部の左派票を獲得して復活を果たした。現在、南部でも「自治という選択」などの地域政党が成長しており、中央政府がこの動きにどう対応するかが注視されている。